# Stefania Eckertowa
Stefania Kaszad-Eckertowa (ur. 9 stycznia 1875 we Wrocławiu, zm. po 1939) – polska działaczka patriotyczna na Górnym Śląsku, członkini Towarzystwa Polek i Żeńskich Oddziałów Polskiej Organizacji Wojskowej Górnego Śląska.

## Życiorys
Urodziła się 9 stycznia 1875 we Wrocławiu jako córka Rudolfa. Była siostrzenicą i wychowanką Ludwiki Radziejewskiej, po jej śmierci opublikowała kilka tekstów na jej temat.
Na Górny Śląsk przybyła w 1890. Pracowała w redakcji „Katolika”. Wyszła za mąż za Jana Eckerta, którego poznała w redakcji „Katolika”. Za posag kupił „Nowiny Raciborskie”. W latach 1895–1900 mieszkali w Raciborzu, w 1901 przenieśli się do Gliwic, gdzie mąż został dyrektorem Banku Ludowego. Oboje działali w Towarzystwie Czytelni Ludowych, w 1918 byli też delegatami z Bytomia na Polski Sejm Dzielnicowy w Poznaniu.
Jeszcze przed I wojną światową organizowała wiece dla kobiet na Górnym Śląsku (Bytom 1904, Katowice 1907, Królewska Huta 1908, Bytom 1913). Eckertowa była jedną z kobiet (obok Felicji Chmielewskiej i Janiny Omańkowskiej), z inicjatywy których w 1914 w Bytomiu powstał Związek Towarzystw Kobiecych, skupiający wszystkie działające na Śląsku organizacje kobiece.
W 1916 była członkinią założycielką komitetu w Bytomiu, który powstał w celu pomocy mieszkańcom Śląska, którzy doświadczyli wojny.
Po 1918 była sekretarką Towarzystwa Polek. Należała do redakcji „Głosu Polek”, organu prasowego Towarzystwa Polek wydawanego od sierpnia 1920 (wraz z Janiną Omańkowską, Haliną Stęślicką, Bronisławą Szymkowiak). Była jedną z 40 działaczek Towarzystwa Polek, które zgłosiły akces do Polskiej Organizacji Wojskowej, w wyniku czego w maju 1920 powstały Żeńskie Oddziały Polskiej Organizacji Wojskowej Górnego Śląska. Kobiety działały przed I powstaniem śląskim, przygotowując jego wybuch, były kurierkami, przenosiły broń i dokumenty przez granicę Polski i Niemiec, ukrywały broń i amunicję, uczestniczyły w kursach pierwszej pomocy. W 1921, podczas głosowania plebiscytowego, była zastępczynią w biurze urzędniczym obwodu 7 w Bytomiu.
Z jej inicjatywy (wraz z Olgą Zarzycką-Ręgorowiczową) powstała Księga pamiątkowa pracy społeczno-narodowej kobiet na Śląsku od roku 1880 do roku 1922, zbiór wspomnień kobiet m.in. z okresu powstań śląskich i plebiscytu, prezentowany podczas Powszechnej Wystawy Krajowej w Poznaniu w 1929.
Była działaczką Polskiego Towarzystwa Opieki nad Dziewczętami (oddział w Katowicach). Między 1936 a 1939 była wiceprezydentką Rady Wyższej Pań Miłosierdzia św. Wincentego a Paulo diecezji katowickiej. W 1927 była członkinią komitetu wykonawczego Śląskiego Wojewódzkiego Komitetu Społecznego pomocy ofiarom klęski powodzi w Małopolsce.
W latach 1932–1939 była bibliotekarką w Bytomiu.

## Ordery i odznaczenia
- Krzyż Kawalerski Orderu Odrodzenia Polski (10 listopada 1928)[21][2][3][22]